# Achilleus (országbíró)
Achilleus (? – 1201 után) rövid ideig országbíró 1201-ben.
1184-ben ispánként talán ő szerepel egy, az úrkuti jobbágyok hovatartozását vizsgáló bizottságról szóló oklevélben. Imre király uralkodása idején, 1201-ben rövid ideig töltötte be az országbírói tisztséget; emellett Keve vármegye ispánja is volt.